# Raudo (album)
Raudo è il terzo album studio della band italiana Gazebo Penguins, pubblicato nel 2013.

## Il disco
La canzone Finito il caffè è il primo singolo e risale all'uscita dell'album, mentre il secondo estratto, Trasloco, viene pubblicato nel novembre 2013.

## Tracce
1. Finito il caffè – 3:05
2. Casa dei miei – 2:27
3. Difetto – 2:22
4. Domani è gennaio – 2:57
5. Ogni scelta è in perdita – 3:22
6. Correggio – 1:59
7. Trasloco – 2:45
8. Mio nonno – 1:46
9. Non morirò – 2:14
10. Piuttosto bene – 3:27

## Formazione
- Pietro Cottafavi alias Piter – batteria
- Gabriele Malavasi alias Capra – chitarra elettrica, voce
- Andrea Sologni alias Sollo – basso elettrico, voce